# Blanksjögölen
Blanksjögölen är en sjö i Ronneby kommun i Blekinge och ingår i Vierydsåns huvudavrinningsområde. Sjöns area är 0,01 kvadratkilometer och den är belägen 40 meter över havet.